# Sergio Omar Almirón
Sergio Omar Almirón (Rosario, 18 de noviembre de 1958) es un exfutbolista argentino, campeón del mundo en México 86. Se desempeñó como delantero, y su primer equipo fue Newell's Old Boys, donde debutó en el año 1978. Formó parte del plantel de la Selección de fútbol de Argentina que obtuvo la Copa Mundial de Fútbol de 1986.

## Trayectoria

### Como jugador
Inició su carrera profesional en Argentina en el Club Atlético Newell's Old Boys, donde se desempeñó como delantero, club donde hizo su debut, hasta ser transferido al fútbol francés, más precisamente al Tours FC de Francia.
En el año 1987 retorna a Newell's Old Boys, y allí se consagra campeón del Campeonato de Primera División 1987-1988. Aquel plantel es recordado no solo por el campeonato obtenido, sino también por haber estado conformado sólo con futbolistas provenientes exclusivamente del propio club.
A lo largo de su carrera formaría parte también de los planteles de Tigres de la UANL, Estudiantes de La Plata, Central Córdoba y Talleres de Córdoba, donde se retiraría en 1994.

## Selección nacional
En la Selección de fútbol de Argentina totalizó 6 encuentros y convirtió 4 goles. Integró también la Selección campeona del mundo durante la Copa Mundial de Fútbol de 1986, disputada en México.
Como curiosidad cabe destacar que en dicha Copa del Mundo, Almirón utilizó la camiseta N.º 1, debido a que en esa época la política de la AFA era numerar a los futbolistas por orden alfabético.

### Participaciones en Copas del Mundo
| Mundial                        | Sede   | Resultado |
| ------------------------------ | ------ | --------- |
| Copa Mundial de Fútbol de 1986 | México | Campeón   |

## Clubes

### Como jugador
| Club                    | País      | Año       |
| ----------------------- | --------- | --------- |
| Newell's Old Boys       | Argentina | 1978-1986 |
| Tours FC                | Francia   | 1986-1987 |
| Newell's Old Boys       | Argentina | 1987-1989 |
| Tigres de la UANL       | México    | 1989-1991 |
| Estudiantes de La Plata | Argentina | 1991-1992 |
| Central Córdoba         | Argentina | 1992-1994 |
| Talleres de Córdoba     | Argentina | 1994      |
| Belgrano de Arequito    | Argentina | 1994-1995 |

## Palmarés

### Campeonatos nacionales
| Título                         | Club              | Sede    | Año     |
| ------------------------------ | ----------------- | ------- | ------- |
| Campeonato de Primera División | Newell's Old Boys | Rosario | 1987/88 |

### Campeonatos internacionales
| Título                  | Selección | Sede      | Año  |
| ----------------------- | --------- | --------- | ---- |
| Copa Mundial de la FIFA | Argentina | México DF | 1986 |